# إدمان التبغ
إدمان التبغ (بالإنجليزية: Tobacco Addiction)‏ هو الإدامة والاستمرار في تناول المواد التبغيّة بشكل شبه يومي وبشراهة دون القُدرة على التوقف عن ذلك. يُعدُّ التبغ من أكثر المواد تعاطيًا في العالم، فقد أشارت الدراسات التي أجراها مركز السيطرة على الأمراض والوقاية منها أن التبغ سبب وفاة ما يقرب من 6 ملايين شخص كل عام.
يحاول الكثير من الأشخاص الإقلاع عن إدمان التبغ ولكن يلاحقهم الفشل؛ بسبب أن التبغ مع الوقت يُسبب حدوث تغيُّرات في الجسم وكذلك السلوكيات.

## كيفية حدوث إدمان التبغ
يُعد النيكوتين هو المادة الكيميائية المسببة لإدمان التبغ، فهو يتسبب في اندفاع الأدرينالين في الدم، وقد يؤدي أيضًا إلى زيادة الدوبامين؛ فتصل رسالة إلى الدماغ أنه مادة تُسبب السعادة؛ فتتحفز منطقة الدماغ المرتبطة بالسعادة ومن ثَّم يحدث إدمان التبغ مع مرور الوقت، وهذا أيضًا ينطبق على جميع أنواع التبغ.

## أعراض إدمان التبغ
يُدخن بعض الأشخاص في المناسبات فقط، ولكن الكثير يصبح مدمنًا، وتظهر عليه بعض الأعراض، وهي:
- يُفضل التدخين بعد الوجبات أو بعد قضاء فترات طويلة من الوقت في شيء ما، مثل: اجتماع العمل.
- يلجأ إلى التدخين في أوقات التوتر.
- لا يستطيع الإقلاع عن التدخين بالرغم من المحاولات المستمرة.
- قد لا يحضر المناسبات التي لا يُسمح له فيها بالتدخين.
- يُعاني أعراض الانسحاب عند محاولته الإقلاع عن إدمان التبغ.
- يستمر في التدخين بالرغم من مشاكله الصحية.[2]

## علاج إدمان التبغ
هناك عدة خيارات تساعد كل من يريد التخلص من إدمان التبغ لديه أو إدارته، وهي:

### علكة النيكوتين
قد تساعد علكة النيكوتين الأشخاص الذين اعتادوا تناول التبغ والنيكوتين بأفواههم، فهي توفر جرعات صغيرة من النيكوتين للتحكم في الرغبة الشديدة في التدخين.

### اللصقة
هي ملصق صغير توضع على الذراع أو الظهر تتنقل مستويات منخفضة من النيكوتين؛ لذا فهي تساعد على فطام الجسم تدريجيًا، وتعرف بأنها علاج بديل للنيكوتين (NRT).

### البخاخ
تساعد أجهزة الاستنشاق أو بخاخات النيكوتين على علاج إدمان التبغ بإعطاء جرعات منخفضة من النيكوتين باستنشاق الرذاذ دون استخدام التبغ، وهي شائعة لأنها تباع بدون وصفة طبية.

### الأدوية
يوصي بعض الأطباء باستعمال بعض الأدوية للتحكم في إدمان التبغ، وقد أظهرت بعض الدراسات فعالية عقار شامبكس في العلاج، وقد يوصي بعض الأطباء أيضًا بتناول بعض مضادات الاكتئاب وغيرها.

## العلاجات النفسية والسلوكية
قد تساعد بعض العلاجات النفسية في التغلب على إدمان التبغ، مثل:
- العلاج بـالتنويم المغناطيسي.
- البرمجة اللغوية العصبية.
- العلاج السلوكي المعرفي.

هذه العلاجات تساعد على تغيُّر المشاعر التي يربطها الدماغ بالتبغ.

## خطوات الإقلاع عن تدخين التبغ
أولًا لابد أن يكون لدى المدمن رغبة قوية في الإقلاع عن التدخين، وإدمان التبغ ثم اتبع الخطوات التالية:
- الحصول على التشجيع والدعم من الأحباب.
- تعلم كيفية التعامل مع التوتر والرغبة الملحة في التبغ.
- الحصول على الدواء المناسب.
- اختيار تاريخ الإقلاع والتجهّز لذلك.[4]